# چاه بادمشک
چاه بادمشک یک منطقهٔ مسکونی در ایران است که در دهستان میغان واقع شده‌است.